# Птицы Волгоградской области (Голубеобразные)
В Волгоградской области встречаются пять представителей отряда голубеобразных. Все они гнездятся на территории региона. Наиболее многочисленный вид - сизый голубь.

## Список видов
| Семейство Голубиные — Columbidae |                                            | |
| Род Голуби (Columba)             |                                            | |
|                                  | Сизый голубь — Columba livia               | Многочисленный на территории региона вид. |
|                                  | Клинтух — Columba oenas                    | Очень редкий вид на границе ареала. Гнездится в лесах большой излучины Дона, в северных районах области, в КОТР «Рахинский лес». Гнездятся парами на большом расстоянии друг от друга. Питаются семенами и насекомыми. |
|                                  | вяхирь, или витютень — Columba palumbus    | Обычный вид. Заселяет все типы древостоев. Гнездится.Многочислен на пролёте. |
|                                  | Обыкновенная горлица — Streptopelia turtur | Обычный вид. Встречается в пойменных, байрачных лесах, лесополосах, парках и садах. Кормится на полях, лугах, выгонах. Перелётная птица.                                                                               |
|                                  | Кольчатая горлица — Streptopelia decaocto  | Многочисленный на территории региона вид. |

## Болезни
Синантропные сизые голуби могут быть переносчиками такого общего с человеком заболевания как орнитоз. Орнитоз может представлять опасность для человека.